# Paracercion hieroglyphicum
Paracercion hieroglyphicum – gatunek ważki z rodziny łątkowatych (Coenagrionidae). Występuje we wschodniej Azji – w Japonii, Chinach, na Półwyspie Koreańskim i na południu Rosyjskiego Dalekiego Wschodu.